# Silent night (The Cats)
Silent night is een single van The Cats uit 1975. Het is afkomstig van hun album We wish you a merry Christmas. Het is hun versie van Stille nacht in een arrangement van Erik van der Wurff.
De B-kant The wise man is geschreven door Piet Veerman en Nail Che.
De single kende matige verkoopcijfers. Nederland was toen in de ban van Pussycats Mississippi en Queens Bohemian Rhapsody kwam er aan.

## Hitnotering

### Nederlandse Top 40
| Positie: | 30 | 20 | 18 | 37 | uit |

### NederlandseDaverende 30
| Positie: | 21 | 26 | uit |